# الجبال البيضاء (كاليفورنيا)
الجبال البيضاء، سلسلة جبلية تمتد في ولايتي كاليفورنيا ونيفادا الأمريكيتين، يبلغ طولها حوالي 60 ميلاً وعرضها 10 أميال. أعلى قمة فيها هي «قمة الجبل الأبيض» الذي يرتفع إلى 14252 قدم.

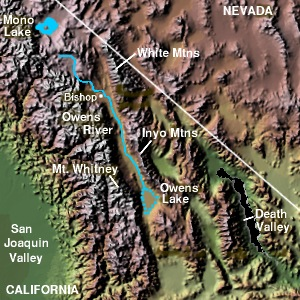
خريطة الموقع

## الموقع والخصائص
الجبال البيضاء في كاليفورنيا ونيفادا هي سلسلة جبلية ثلاثية تواجه سييرا نيفادا (الولايات المتحدة) وتمتد عبر أوينز فالي العلوي. تمتد سلسلة الجبال هذه نحو 60 ميل (97 كـم) كهضبة عالية الارتفاع بحيث يصبح عرضها حوالي 20 ميل (32 كـم) في الجنوب وتضيق في الشمال، كما يزداد ارتفاعها بالانتقال من الجنوب إلى الشمال. يقع «وادي بحيرة السمك» شرقي السلسلة.